# 中国語会話
『中国語会話』（ちゅうごくごかいわ）は、NHK教育テレビジョンで2008年3月まで放送された中国語の語学番組である。1967年4月に『テレビ中国語講座』として放送が開始された。

## 概要
1967年、NHKは新たに国連公用語の講座番組を設けることになり、テレビ『スペイン語講座』（制作：大阪中央放送局=当時）とともに、『中国語講座』（制作：NHK京都放送局）の放送を開始した（京都での制作は1990年3月30日まで）。講師は相浦杲、望月八十吉の2人、ゲストは金毓本、高維先、王蕙茹の3人であった。
番組を始めるに当たりNHK側から講師への要望として
1. 月水金の週3回、18時から18時半の放送。
2. 普通話（中国共通語）を教える。
3. 注音符号ではなくローマ字、簡体字を用いる。

などがあった。
テーマ音楽は南安雄作曲、大阪放送管弦楽団演奏の中国風ボサノバの曲であった。テレビ講座の放送が始まると「中国語教育上画期的な革命的なできごと（中略）私は4月の最初のテレビ講座を視聴して、そのすばらしさに圧倒され今まで通り大学で授業するのがいやになったほどである」（坂本一郎関西大学教授） などの声が次々に寄せられた。しかし、当時は文化大革命の最中であり、日本国内では学園紛争の真っ只中であったことから、中国語講座は左右からの攻撃の標的になろうとしていた。
1970年度の放送分について、東京本部から、テキスト原稿にある北京の実在の胡同（横丁）などの名と、『白毛女』という劇名の二つを架空のものに変えるようにとの指示があった。さらにパンダや万里の長城、長江大橋などを紹介するなら、台湾も紹介せよとの指示が加わった。制作現場は混乱した。遂に2人の講師の番組出演拒否、さらには現代中国学会会員全員のNHKへの出演拒否と事態は深刻化した（NHK中国語講座事件） が、その直後の1971年7月ヘンリー・キッシンジャー特使が北京に飛び、翌1972年2月にニクソン訪中、9月には田中角栄首相訪中、日中国交正常化と情勢が激変したことで、この問題は実質的に消滅した。
その後は香坂順一、藤堂明保、輿水優、榎本英雄などの講師が次々に番組を担当した。テーマ音楽も「北风吹」（拼音: Běifēng chuī、革命模範劇『白毛女』のテーマ曲）に変更になった1990年代に入ると、取り上げられる教材の幅が広がりを見せ、中国映画の紹介などが取り入れられた。21世紀に入ると、NHKテレビ外国語講座全体の改革と連動して、番組内容は大きく変化を見せた。
北京オリンピック開催を期に、NHKは語学講座の抜本的再編に着手。2008年3月をもって、歴史に幕を下ろした。後継番組は、『テレビで中国語』である。

### 中国語について
当初から番組は普通のみを対象とした。「中国（中華人民共和国）は多民族国家なので、ここで習うのは漢族の話す漢語です。そして標準語の普通話を学ぶことになります」と断りが講座のはじめに必ず入るようになった。中国語の方言に分類される広東語については2000年代後半に放送された『アジア語楽紀行』で取り扱われた。

### 番組終了期の授業内容
日常会話のフレーズを教える前半と、中国の著名人などのインタビューや中華料理の作り方を使用した上級者向けの後半からなる。近年は華流ブームを受けて華人圏の文化を教えるのも新しい傾向であった。

### 「漢字」と「拼音」
相浦、望月両講師の授業の進め方は、あくまでも中国語を外国語として捉え、耳と口とで覚えることに重点を置いた。つまり、4 - 5月は「拼音」（ローマ字）のみでの学習、漢字は6月以降に導入した。
その後、例文を最初から漢字で表記したものが使用されたが、2005年度は拼音で表記されたものを先に習い、後から漢字表記を学ぶ形式になり、番組のサブタイトルも「音から入る中国語」となった。しかし、2006年度以降、再び、例文の漢字に対して拼音を下に振る形をとる。

## 放送時間
| 2005 - 2007年度 - 本放送：毎週月曜日 23:00 - 23:25 - 再放送：毎週水曜日 6:00 - 6:25 2003 - 2004年度 - 本放送：毎週月曜日 23:00 - 23:30 - 再放送：毎週水曜日 6:00 - 6:30 2002年度 - 本放送：毎週金曜日 6:40 - 7:10 - 再放送：毎週火曜日 15:00 - 15:30、毎週木曜日 0:25 - 0:55 1999 - 2001年度 - 本放送：毎週金曜日 6:40 - 7:10 - 再放送：毎週火曜日 15:00 - 15:30、毎週木曜日 0:20 - 0:50 | 1998年度 - 本放送：毎週金曜日 6:40 - 7:10 - 再放送：毎週土曜日 0:00 - 0:30、翌週木曜日 0:05 - 0:35 1995 - 1997年度 - 本放送：毎週月曜日 6:40 - 6:59 - 再放送：毎週火曜日 7:40 - 8:00 1993 - 1994年度 - 本放送：毎週火曜日 7:40 - 8:00 - 再放送：毎週水曜日 19:00 - 19:20 | 1991 - 1992年度 - 本放送：毎週火曜日 7:40 - 8:00 - 再放送：毎週水曜日 22:40 - 23:00 1990年度 - 本放送：毎週火曜日 7:30 - 8:00、毎週金曜日 7:30 - 8:00 - 再放送：毎週水曜日 22:30 - 23:00、毎週土曜日 18:30 - 19:00 1967 - 1970年度 - 放送：毎週月・水・金曜日 18:00 - 18:30 - 月・水：相浦杲講師 - 金：望月八十吉講師 |

## 出演者
| 講師 - 楊達（2007年度） - 陳淑梅（2004 - 2006年度） - 相原茂（1997年度、2001 - 2003年度） - 山下輝彦（1993年度、1995年度） - 陳真（1991年度） - 榎本英雄（1981年度後半 - 2000年度） - 輿水優 ( - 1981年度前半） - 藤堂明保（1971年度後半 - 1978年度） - 香坂順一（1971年度後半 - 1978年度） - 小峰王親（1971年度前半） - 望月八十吉（1967 - 1970年度） - 相浦杲（1967 - 1970年度） | 生徒 - 白田久子（2007年度） - 栗原裕貴（2007年度） - 谷原章介（2006年度） - 金子貴俊（2005年度） - 亀山房代（2004年度） - 清水ゆみ（2003年度） - 北川えり（2002年度） - 浅川稚広（2001年度） - はな（2000年度） - ファンキー末吉（1999年度。2000年度もサポーターとして出演） - 小木曽さおり（1998年度） | 指導アシスタント - ローラ・チャン（陳怡）（2008年度） - 張熙寧（2005年度 - 2007年度） - 黄鶴（2006年度 - 2007年度） - 盧思（2002年度 - 2005年度） - 李浩（2003年度・2008年度） - 陳涛（2000 - 2001年度） - 陳浩（1999年度） - 王京蒂（1999年度） - 沈建軍（1998 - 2001年度） - 銭波（1990年代） - 朱迅（1990年代） - 沈潔（1993年） - 曾凯（1990年） - 王暁澄（1989年） - 肖玉（1987年） - 陳文芷（1970年代 - 1980年代） その他 - 前田知恵（2006年度 - 2007年度） |

## 放送内容

### 2007年度
スキットは孫悟空の物語を描いた影絵「はじめの孫悟空」である。スキットを見て学んだ後に白田久子と栗原裕貴は、黄鶴と張熙寧がいる「中文二十四房」という部屋に行き学習する。中文二十四房ではリズムに乗って中国語を学習する近藤良平作の「文法体操」が行われる。別のスキット「ビジネスマン 高原健」で日本人役の高原健を演じるのは、北京在住の俳優、矢野浩二である。
5月6日には特別番組として「ケータイ的（de）中国語」という発音問題のみのクイズ番組を放送した。携帯電話を使用してクイズに参加することができた。上半期最後の放送でも出題範囲を発音以外にも広げて同様の企画を行った。10月からはレギュラーコーナーとしてクイズコーナーが追加されたが、こちらは携帯電話での参加は行われない。
出演者
- 楊達（講師）
- 白田久子（生徒）
- 栗原裕貴（生徒）
- 前田知恵（アシスタント）
- 黄鶴
- 張熙寧

### 2006年度
中国語が喋れるという嘘をついて「週刊新北京」という雑誌の編集部に入った新人記者・谷原章介だが、当然中国語ができなければ仕事にならないので入社後すぐにばれてしまう。そこで編集部内で中国語を学ぶという設定である。スキットのVTR「日本人在北京」は実際に北京で生活している日本人を取り上げるコーナーである。日本人在北京だけでなく、編集部での黄鶴と張熙寧の会話もスキットになっている。
出演者
- 陳淑梅（編集長及び講師）
- 谷原章介（新人記者）
- 黄鶴（記者）
- 張熙寧（カメラマン）
- 前田知恵（スタッフ）